# Bad (Michael-Jackson-Lied)

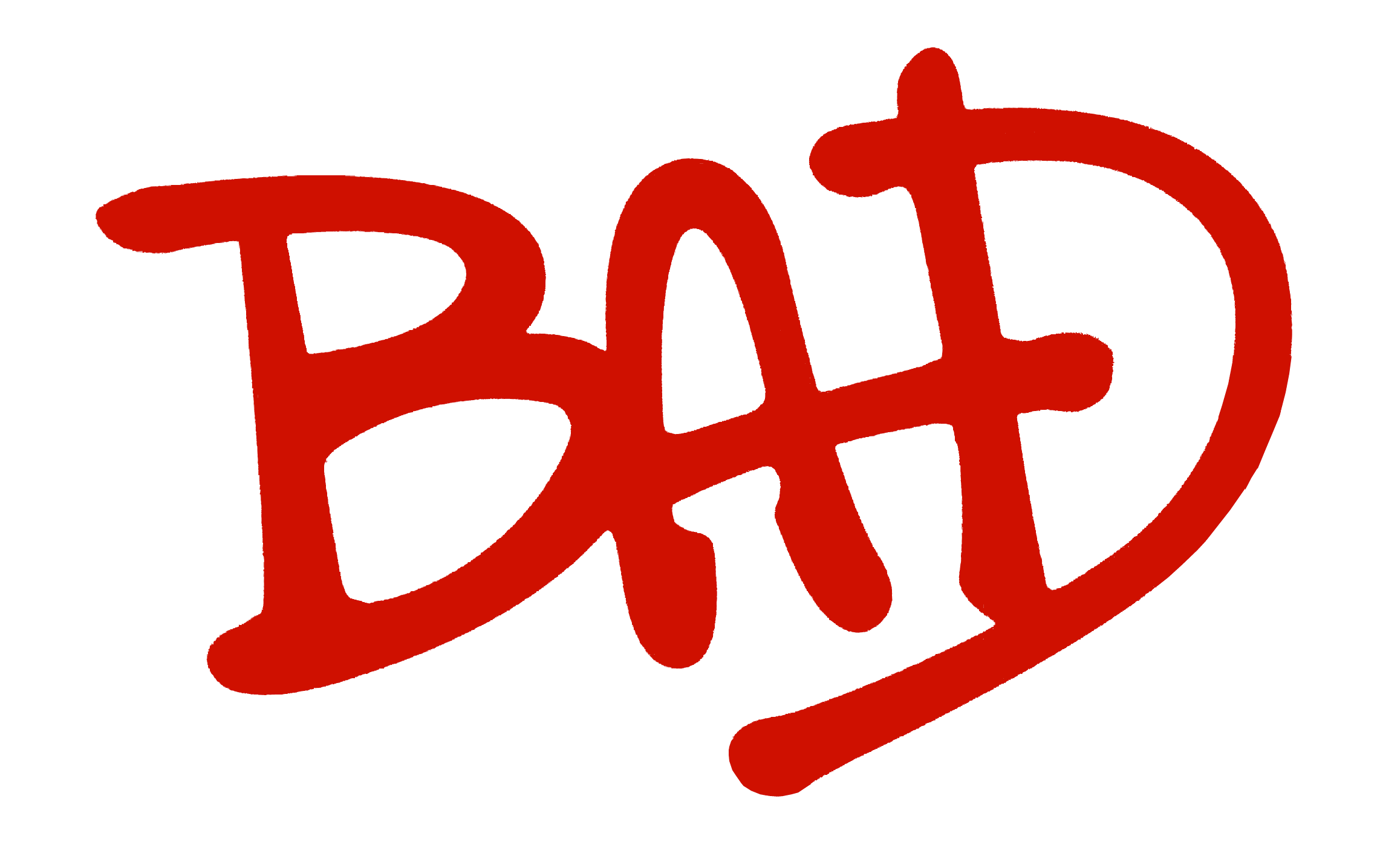
Logo des Musikalbums "Bad" von Michael Jackson.

Bad ist ein Song von Michael Jackson aus dem Jahr 1987. Der Song war nach I Just Can’t Stop Loving You der zweite von fünf Nummer-eins-Hits in den Billboard Hot 100 aus dem gleichnamigen Album Bad. Veröffentlicht wurde das Stück als Single am 7. September 1987.
Insgesamt war es in den USA seine siebte Nummer-eins-Single. Das Lied war ursprünglich als Duett mit Prince geplant. Allerdings erklärte der Produzent des Albums, Quincy Jones, auf der Special Edition von Bad, dass Prince der Meinung war, der Song würde auch ohne ihn ein Hit werden. Das Wort bad (engl. böse, schlecht, verdorben) kann in der Jugendsprache auch als „cool“ angesehen werden. Geschrieben und komponiert wurde Bad von Michael Jackson.

## Komposition
Bad gilt als Popsong mit R&B- und Funk-Einflüssen. Das Lied steht in a-Moll und hat einen 4/4-Takt. Jackson singt in einer Stimmlage von E4 bis C6. Bad hat ein Tempo von ca. 112 beats per minute.
Davitt Sigerson vom Rolling Stone sagt über den Text:

„Als Jackson verkündet, dass die ganze Welt jetzt antworten müsse (‚the whole world has to answer right now‘) prahlt er damit nicht, sondern beschreibt lediglich die Fakten in Bezug auf seinen extraordinären Status als Superstar. Wenn überhaupt, belächelt er die selbsternannten ‚Adligen des Funk‘ und lädt die Öffentlichkeit dazu ein, ihn zu verschmähen, wenn sie sich getraue. Seit James Browns ‚Is it good, ya?‘ gab es keine so rhetorische Frage mehr im Funk. Lyrisch bestätigt ‚Bad‘, dass man zäh ist, wenn man angibt, mit Jackson, welcher immer wieder fragt ‚who’s the best?‘ und ‚who’s bad?‘ im Refrain des Liedes.“

## Besetzung
Für das Orgel-Solo engagierte der Produzent Quincy Jones die Jazz-Legende Jimmy Smith, der auf seiner Hammond-Orgel das einprägsame Solo spielt, bevor Greg Phillinganes ein Synthesizer-Solo folgen lässt.
- Gesang: Michael Jackson
- Hammond-Orgel: Jimmy Smith
- Synthesizer: Greg Phillinganes
- Schlagzeug: John Robinson
- Perkussion: Paulinho da Costa

## Musikvideo

### Allgemein
Die volle Version des Musikvideos für Bad ist ein 16-minütiger Kurzfilm, geschrieben von Richard Price und basierend auf dem Fall Edmund Perrys. Der Regisseur war Martin Scorsese und in der Hauptrolle ist Michael Jackson zu sehen. Das Video beinhaltet viele Anspielungen auf den Film West Side Story von 1961. Speziell die farbige Sequenz. Man sieht nicht nur eine Gang in einem urbanen Umfeld tanzen, sondern auch die Choreographie wurde stark beeinflusst. Jeffrey Daniel, Choreograph des Videos, bestätigte, dass sie sich hatten beeinflussen lassen. Allerdings versuchten sie eine etwas zeitgemäßere Version zu erschaffen. Die volle Version des Videos erschien zum ersten Mal auf der DVD namens Video Greatest Hits – HIStory aus dem Jahre 2001.

### Handlung
Er spielt einen Jungen namens Daryl, der gerade eine erfolgreiche Zeit an einer teuren Privatschule hinter sich hat. Er kehrt mit der U-Bahn zurück in seine alte Stadt, wo er in einer herrenlosen Nachbarschaft ankommt. Daryl findet sein Haus leer vor (seine Mutter wird von Roberta Flack gespielt, allerdings ist es nur ein Voice-over). Er wird von seinen alten Freunden empfangen, angeführt von Mini Max (Wesley Snipes). Daryl verbringt einen Abend mit ihnen. Die Beziehung scheint seltsam, aber freundlich zu sein. Doch nach einiger Zeit verschlechtert sich die Stimmung. Die Gang bemerkt, wie sehr er sich verändert hat, insbesondere bezüglich ihrer Einstellung zur Kleinkriminalität. Daryl will ihnen beweisen, dass er immer noch „cool“ ist und so geht er mit ihnen zu einer Metro-Station in Brooklyn (Hoyt Schermerhorn Station). Dort versucht er, einen älteren Mann zu überfallen. Allerdings ändert er seine Meinung in letzter Minute. Mini Max beschimpft ihn darauf und sagt ihm, dass er nicht mehr „bad“ sei. Nach weiteren Angriffen von Mini Max wechselt das Video von schwarz-weiß zu farbig, und Daryl, jetzt von Kopf bis Fuß in Leder gekleidet, singt den Song Bad. Dabei tanzt er mit einer Gruppe von Punks und zeigt seine neuen Ballerina-Tanzschritte. (Im Fernsehen beginnt das Video meistens hier). Daryl zeigt ihnen, dass Max so im Leben nicht weit kommen wird. Seine Freunde erkennen das nun auch und akzeptieren es. Nach einem Handschlag mit Daryl verschwinden sie und lassen ihn in Ruhe. Das Bild wechselt wieder zu schwarz und weiß. Es zeigt Daryl wieder in seinem Trainingsanzug, wie er der Gruppe nachschaut.

## Kommerzieller Erfolg

### Chartplatzierungen
| ChartsChartplatzierungen       | Höchstplatzierung | Wochen |
| ------------------------------ | ----------------- | ------ |
| Deutschland (GfK)              | 4 (25 Wo.)        | 25     |
| Österreich (Ö3)                | 9 (17 Wo.)        | 17     |
| Schweiz (IFPI)                 | 3 (16 Wo.)        | 16     |
| Vereinigte Staaten (Billboard) | 1 (14 Wo.)        | 14     |
| Vereinigtes Königreich (OCC)   | 3 (21 Wo.)        | 21     |

| ChartsJahrescharts (1987)      | Platzierung |
| ------------------------------ | ----------- |
| Vereinigte Staaten (Billboard) | 59          |

### Auszeichnungen für Musikverkäufe
| Land/Region                  | Auszeichnungen für Musikverkäufe (Land/Region, Auszeichnung, Verkäufe) | Verkäufe  |
| ---------------------------- | ---------------------------------------------------------------------- | --------- |
| Australien (ARIA)            | Platin                                                                 | 70.000    |
| Frankreich (SNEP)            | Silber                                                                 | 250.000   |
| Japan (RIAJ)                 | Gold                                                                   | 100.000   |
| Kanada (MC)                  | 2× Platin                                                              | 160.000   |
| Neuseeland (RMNZ)            | Gold                                                                   | 15.000    |
| Vereinigte Staaten (RIAA)    | Platin                                                                 | 1.000.000 |
| Vereinigtes Königreich (BPI) | Platin                                                                 | 600.000   |
| Insgesamt                    | 1× Silber · 2× Gold · 5× Platin ·                                      | 2.195.000 |

Hauptartikel: Michael Jackson/Auszeichnungen für Musikverkäufe

## Live
Bad war üblicherweise der letzte Song der Konzerte der Bad World Tour und gelegentlich auch auf der Dangerous World Tour. Michael Jackson spielte den Song bevorzugt in einer verlängerten Version.

## Coverversionen
- Die russische Band PoZitive Orchestra nahm eine Coverversion des Liedes auf, auf dem sie klassische Streichinstrumente und Latin Gitarren verknüpfte.
- Khalil Fong, ein Soulsänger aus Hongkong, nahm eine Version für sein Album Timeless, veröffentlicht im August 2009, auf.
- Céline Dion sang diesen Song live.
- Sammy Davis Junior spielte diesen Song live, allerdings nur bis zur Hälfte.

## Parodien
- Weird Al Yankovic, der zuvor bereits Jacksons Hit Beat It als Eat It parodiert hatte, nahm eine Parodie von Bad namens Fat im Jahre 1988 für sein Album Even Worse auf. Der Titel und das Cover des Albums spielten ebenfalls auf Bad an. Das Musikvideo zu Fat parodiert viele Aspekte des Originals. Jackson erlaubte Yankovic dasselbe Set zu benutzen, welches er bereits für seine eigene Parodie namens Badder, aus dem Film Moonwalker, benutzte.[11]
- Der Countrymusiker Ray Stevens nahm ein Cover auf seinem Album I Never Made A Record I Didn't Like aus dem Jahre 1988, auf. Diese Version beinhaltet eine Michael-Jackson-Imitation.
- Die satirische Puppenshow Spitting Image nahm Michael Jackson und seinen Song Bad (als Mad) auf die Schippe.
- Lenny Henry nahm ebenfalls einen Song namens Mad auf, der den Jackson-Song auf den Arm nahm.
- Frank Zappa parodierte und referenzierte die Songs Bad und Billie Jean auf dem Song „Why Don't You Like Me?“ aus seinem Album Broadway the Hard Way 1988.
- Bo’ Selecta!s Karikatur von Michael Jackson benutzt oft den Ausdruck shamone. Eine Anspielung auf „Bad“.
- Lady Gagas Video für LoveGame benutzt Elemente von „Bad“[12]